# Maratus pavonis
Maratus pavonis é uma espécie de aranha, sendo muito parecida com a Maratus volans. Os machos têm marcas dorsais coloridas, enquanto as fêmeas têm o tom cinzento-marrom.

## Distribuição geográfica
Essa espécie é encontrada na Austrália Ocidental, na Tasmânia e no sul da Austrália.

## Aparência
As Maratus pavonis possuem entre seis e oito olhos. O abdômen dos machos é colorido com as cores vermelho, laranja, branco, creme e azul. Já as fêmeas têm uma cor marrom lisa/castanho-claro. Essa coloração vem de escamas microscópicas encontradas sobre seus corpos.

## Acasalamento
No ritual de acasalamento dessa espécie, cerca de 2 a 3 machos se apresentam em frente a uma fêmea, levantando e descendo suas patas, em uma tentativa de impressioná-la com uma espécie de dança complexa. Assim como outros de seu gênero, também levanta o seu abdômen para mostrar suas cores. Se a fêmea aprovar, ocorre o acasalamento. Se não, o macho se torna a próxima refeição dela.